# Johnny Cueto
Artikeln följer den spanska namnseden; faderns efternamn är Cueto och moderns efternamn Ortíz.
Johnny Cueto Ortíz, född den 15 februari 1986 i San Pedro de Macorís, är en dominikansk professionell basebollspelare som spelar för Chicago White Sox i Major League Baseball (MLB). Cueto är högerhänt pitcher.
Cueto har tidigare spelat för Cincinnati Reds (2008–2015), Kansas City Royals (2015) och San Francisco Giants (2016–2021). Han vann World Series med Royals 2015 och har tagits ut till MLB:s all star-match två gånger samt haft flest strikeouts i National League en gång.
Cueto representerade Dominikanska republiken vid World Baseball Classic 2009. Han ville delta även 2013, men stoppades då av sin dåvarande MLB-klubb Cincinnati Reds på grund av en skada han erhöll under slutet av 2012 års säsong. Han var uttagen 2017, men kunde inte delta eftersom han inte var i matchform efter att ha anlänt sent till försäsongsträningen. Orsaken till det var att han hade problem att få inresetillstånd till USA för sin far som var sjuk och som Cueto ville skulle få vård i USA.